# Carlos Alberto Gomes Kao Yien
Carlos Alberto Gomes Kao Yien, mais conhecido como China (Vitória, 3 de dezembro de 1964), é um ex-futebolista brasileiro que atuava como lateral-direito.

## Títulos
Rio Branco
- Campeonato Capixaba - 1983, 1985

Desportiva
- Campeonato Capixaba - 1992

Linhares
- Campeonato Capixaba - 1995, 1997

Botafogo,
- Copa Conmebol - 1993